# Mouleydier
Mouleydier là một xã của Pháp nằm ở tỉnh Dordogne trong vùng Aquitaine của Pháp.

## Thông tin nhân khẩu
| Năm    | 1962 | 1968 | 1975 | 1982 | 1990  | 1999  | 2006  |
| ------ | ---- | ---- | ---- | ---- | ----- | ----- | ----- |
| Dân số | 940  | 989  | 983  | 966  | 1 049 | 1 059 | 1 008 |